# Gregariella obermulleri
Gregariella obermulleri is een tweekleppigensoort uit de familie van de Mytilidae. De wetenschappelijke naam van de soort is voor het eerst geldig gepubliceerd in 1946 door Fischer-Piette & Nicklès.